# Abû al-Baqâ' Khâlid
Vous pouvez aider à l'améliorer ou bien discuter des problèmes sur sa page de discussion.
- Certaines informations devraient être mieux reliées aux sources mentionnées dans la bibliographie ou les liens externes. Améliorez sa vérifiabilité en les associant par des références. (Marqué depuis février 2025)
- Les conventions bibliographiques ne sont pas respectées. La bibliographie et les liens externes sont à corriger. (Marqué depuis février 2025)

Khalid II, ou Abu al-Baqa Khalid II ibn Abu Ibrahim (décédé en 1371) était le dix-septième dirigeant de l' État hafside d'Ifriqiya en 1369-1371, et le seizième calife hafside .

## Biographie
Abu'l-Baqa Khalid II est le fils d' Abu Ishaq Ibrahim II , décédé en 1369.
Au moment de son accession au trône Khalid est encore très jeune et la situation de l'État se détériore en raison de la lutte en cours entre les différentes branches de la dynastie hafside.
En 1371, l'émir de Constantine et de Béjaïa, Abu'l-Abbas Ahmad II, s'empare de Tunis et se proclame nouveau calife.
Après avoir prêté allégeance, Khalid est envoyé par Abu'l-Abbas à Constantine par la mer et son navire fait naufrage au cours du voyage. 
Au total, Khalid ne règne que pendant un an et neuf mois.

## Littérature
- Abun-Nasr, Jamil M. Histoire du Maghreb à l'époque islamique. Cambridge University Press, 1987.  (ISBN 0521337674).
- Ibn Al-Shamaa, Les preuves claires et éclairantes des gloires de l'État hafside, édité par le Dr. Taher Al-Maamouri, Maison Arabe du Livre, Tunis 1984, pp. 106-107

- (ru) Cet article est partiellement ou en totalité issu de l’article de Wikipédia en russe intitulé « Абуль-Бака Халид II » (voir la liste des auteurs).